# 雙帶雙鋸魚
雙帶雙鋸魚，為輻鰭魚綱鱸形目隆頭魚亞目雀鯛科的其中一種。

## 分布
本魚分布於西印度洋區，包括阿拉伯半島、印度、馬爾地夫、斯里蘭卡、安達曼群島、蘇門答臘島、爪哇島等海域。

## 深度
水深2至25公尺。

## 特徵
本魚體側扁，口小。體色為褐色，腹部、尾鰭、胸鰭、腹鰭、臀鰭及吻部為黃色或橙色，體具2條寬橫紋，一條在眼後方，一條在背鰭下緣延伸至肛門。背鰭硬棘10至11枚；軟條14至17枚；臀鰭硬棘2枚；軟條13至14枚。體長可達16公分。

## 生態
本魚主要生活在珊瑚礁區，具有嚴格的統治階級：雌魚最大，繁殖中的雄魚第二大，隨著等級下降，雄魚非繁殖者逐漸變小，如果唯一的繁殖雌魚死亡，繁殖的雄魚將變成雌性，而最大的非繁殖者將成為繁殖的雄魚，屬雜食性，以藻類和浮游生物為食。

## 相似種

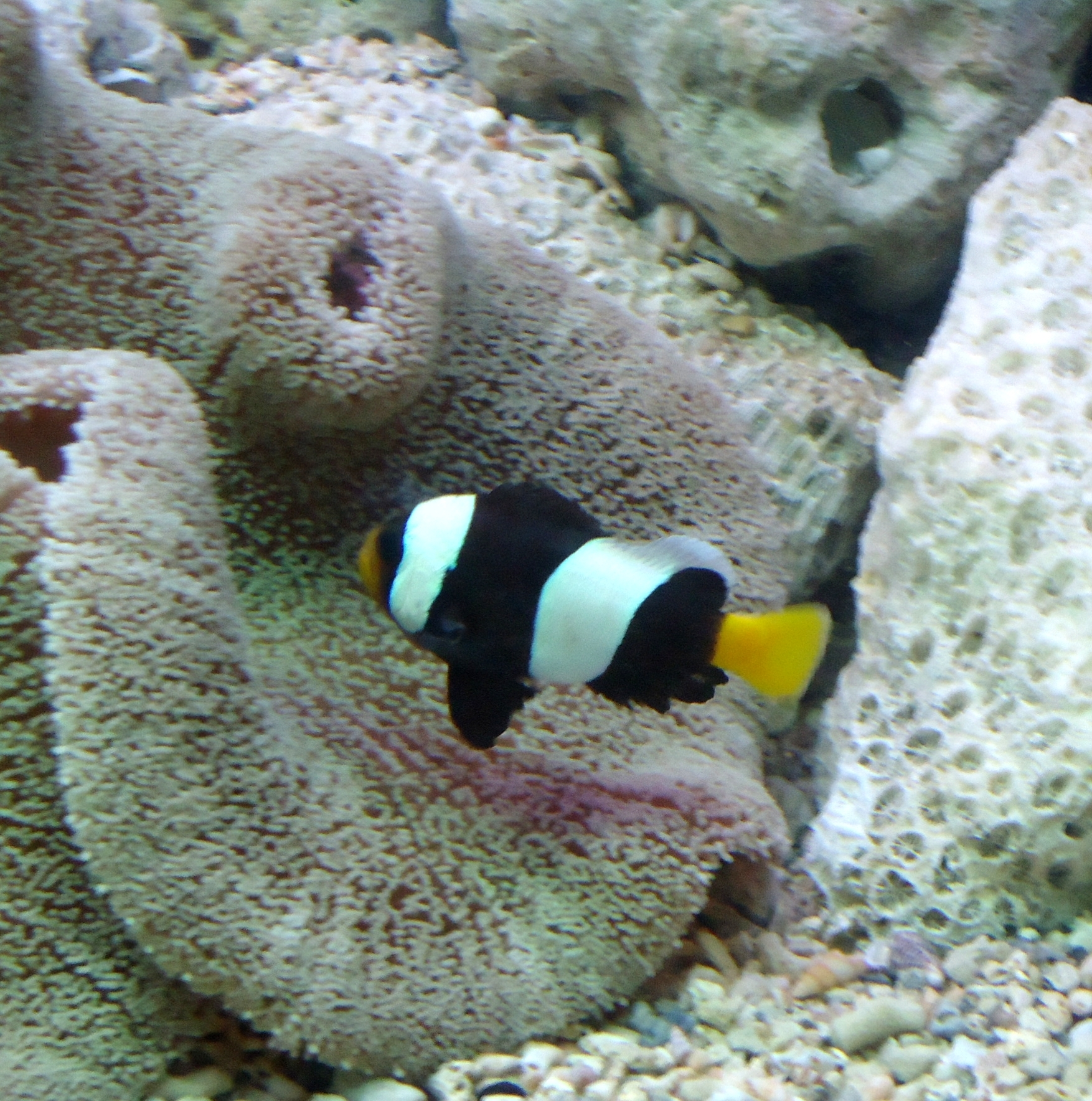
雙帶雙鋸魚(Amphiprion sebae)
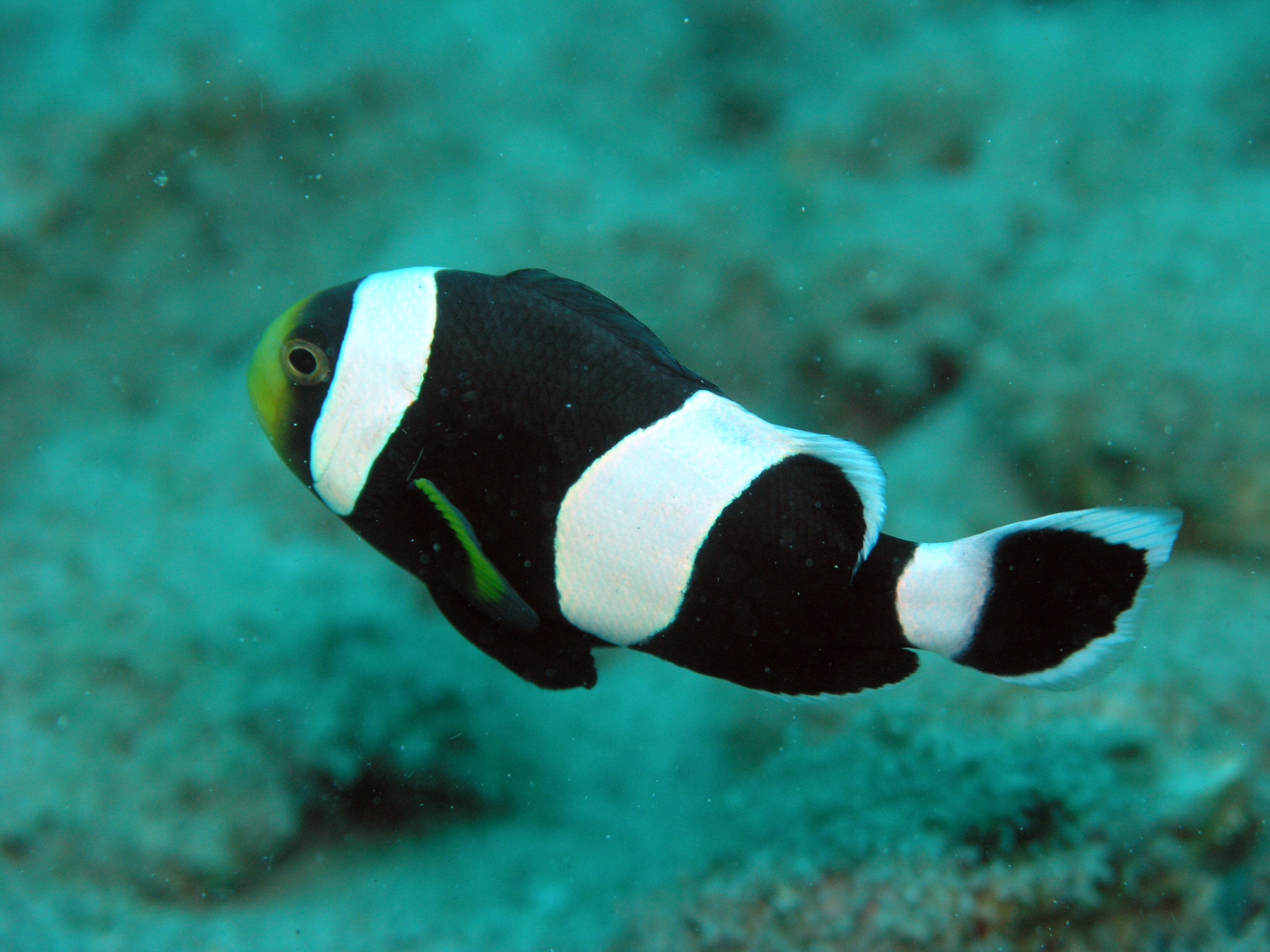
鞍斑雙鋸魚(Amphiprion polymnus)
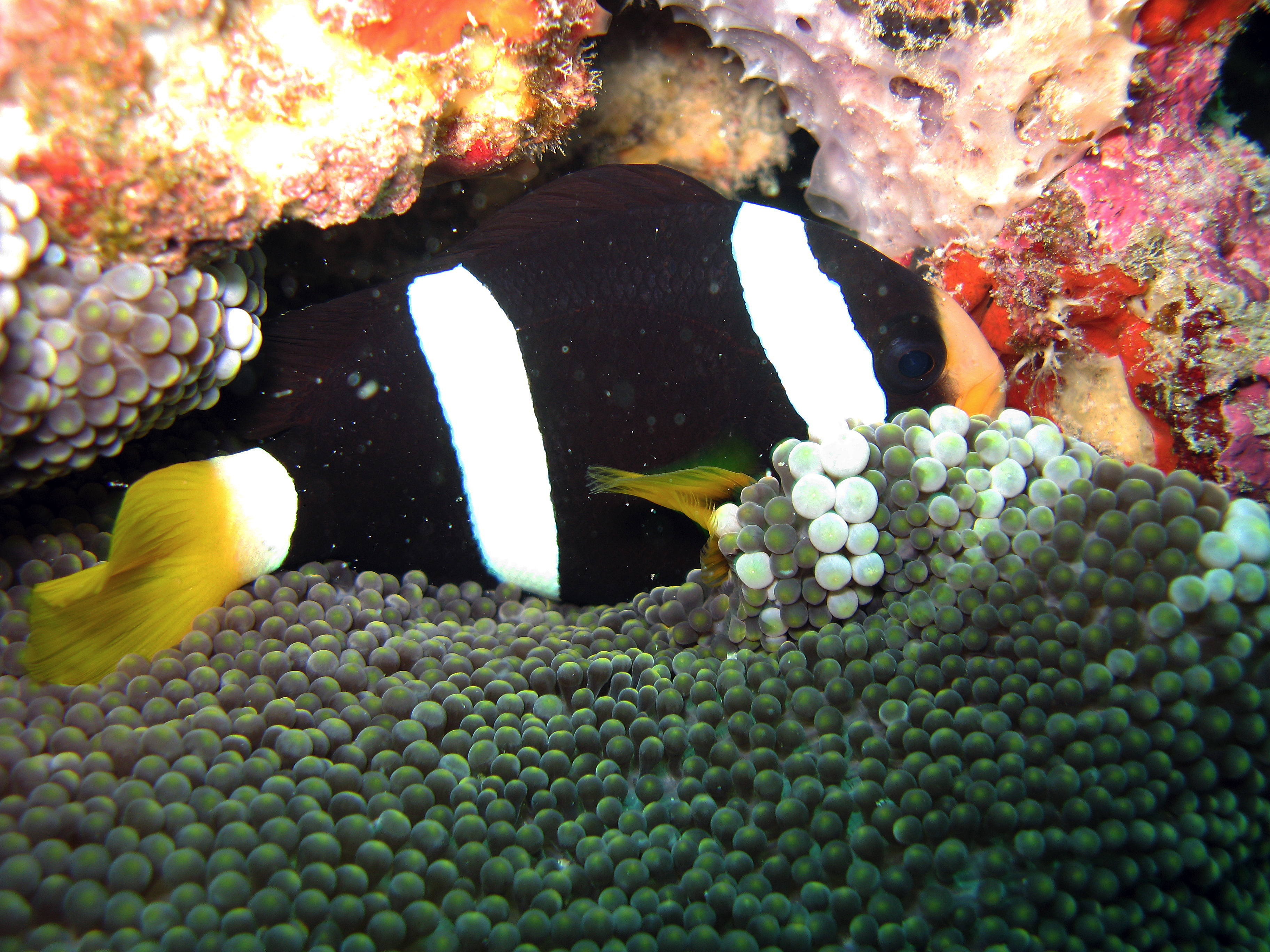
克氏雙鋸魚(Amphiprion clarkii)

## 經濟利用
為高經濟價值的觀賞魚。